# Halowe Mistrzostwa Europy w Lekkoatletyce 1973 – skok o tyczce mężczyzn
Skok o tyczce mężczyzn – jedna z konkurencji technicznych rozgrywanych podczas halowych lekkoatletycznych mistrzostw Europy w hali Ahoy w Rotterdamie. Rozegrano od razu finał 10 marca 1973. Zwyciężył reprezentant Włoch Renato Dionisi. Tytułu zdobytego na poprzednich mistrzostwach nie bronił Wolfgang Nordwig z Niemieckiej Republiki Demokratycznej.

## Rezultaty
Rozegrano od razu finał, w którym wzięło udział 15 skoczków.

Opracowano na podstawie materiału źródłowego.
| Miejsce | Zawodnik             | Wynik | Uwagi |
| ------- | -------------------- | ----- | ----- |
| 1       | Renato Dionisi       | 5,40  |       |
| 2       | Hans-Jürgen Ziegler  | 5,35  | NR    |
| 3       | Jean-Michel Bellot   | 5,30  |       |
| 4       | Tadeusz Olszewski    | 5,30  |       |
| 5       | Christos Papanikolau | 5,25  |       |
| 6       | Patrick Abada        | 5,20  |       |
| 7       | Jānis Lauris         | 5,20  |       |
| 8       | Silvio Fraquelli     | 5,10  |       |
| 9       | Serge Lefebvre       | 5,00  |       |
| 10      | Antti Kalliomäki     | 4,80  |       |
| 11      | Flemming Johansen    | 4,60  |       |
| –       | Kjell Isaksson       | NM    |       |
| –       | Reinhard Kuretzky    | NM    |       |
| –       | Hans Lagerqvist      | NM    |       |
| –       | Volker Ohl           | NM    |       |